# Sabine Hübner (Zen-Meisterin)
Sabine Hübner ist eine deutsche Psychotherapeutin und Zenmeisterin.
Sie erhielt ihre psychotherapeutische Ausbildung bei Heinrich Breuer am Milton-Erickson-Institut Köln (MEIK). Von 1989 bis 1995 studierte Hübner Integrative Gestalttherapie bei Blaž Topolovac am Fritz-Perls-Institut in Düsseldorf. Darüber hinaus verfolgte sie eine 18-jährige Zen-Schulung bei Willigis Jäger und wurde sowohl Zen-Lehrerin als auch Zen-Meisterin (Associate Rōshi) in der Tradition der Sanbō Kyōdan–Schule. Hübner ist Mitbegründerin der Zen-Schule des Westlichen Himmels und leitet ein Zendō in Heroldsberg bei Nürnberg.

## Veröffentlichungen
- Hekiganroku. Die Niederschrift von der smaragdenen Felswand, Kristkeitz Verlag, Heidelberg 2023. ISBN 978-3-948378-21-9.
- Der Göttervogel Garuda. Teishō zu den 100 Kōan des Shōyōroku, Kristkeitz Verlag, Heidelberg 2017, ISBN 978-3-932337-70-3.

- Die Meister des Drachen-Samādhi. Kommentare zu den Kōan des Denkō-roku, Kristkeitz, Heidelberg 2011, ISBN 978-3-932337-43-7.
- Unter dem westlichen Himmel. Zen – Leben in unserer Welt, Kristkeitz, Heidelberg 2006, ISBN 978-3-932337-22-2.
- Shinjinmei und Shōdōka. Das Löwengebrüll der furchtlosen Lehre. Zwei Urtexte des Zen mit Teishō-Kommentar, Kristkeitz, Heidelberg 2005, ISBN 978-3-932337-16-1.
- Die Stimme des Dharma. Darlegungen zu Rezitations-Texten der Rinzai- und der Sōtō-Zen-Schule, Kristkeitz, Heidelberg 2003, ISBN 978-3-932337-01-7.
- Das torlose Tor. Teishō über die 48 Kōan des Mumonkan, Kristkeitz, Heidelberg 2002, ISBN 978-3-932337-00-0.